# روابط ترکمنستان و مالزی
روابط ترکمنستان و مالزی (به انگلیسی: Malaysia–Turkmenistan relations) به روابط خارجی بین ترکمنستان و مالزی اشاره دارد. سفارت مالزی در عشق‌آباد، و سفارت ترکمنستان در کوالا لامپور قرار دارد.

## روابط اقتصادی
هر دو کشور مالزی و ترکمنستان به دنبال گسترش پیوندهای دو جانیه به خصوص در روابط اقتصادی هستند. تعدادی اسناد برای ایجاد پیوند نزدیکتر، بین دو طرف به امضا رسیده است.